# CONCACAF Gold Cup 2017/Gruppe A
| Pl. | Land                | Sp. | S | U | N | Tore    | Diff. | Punkte |
| --- | ------------------- | --- | - | - | - | ------- | ----- | ------ |
| 1.  | Costa Rica          | 3   | 2 | 1 | 0 | 005:100 | +4    | 07     |
| 2.  | Kanada              | 3   | 1 | 2 | 0 | 005:300 | +2    | 05     |
| 3.  | Honduras            | 3   | 1 | 1 | 1 | 003:100 | +2    | 04     |
| 4.  | Französisch-Guayana | 3   | 0 | 0 | 3 | 002:100 | −8    | 0      |

Die Gruppe A des CONCACAF Gold Cups 2017 war eine von drei Gruppen des Turniers. Die ersten beiden Spiele wurden am 7. Juli 2017 ausgetragen, der letzte Spieltag fand am 14. Juli 2017 statt. Die Gruppe bestand aus den Nationalmannschaften aus Honduras, Costa Rica, Französisch-Guayana und Kanada.

## Französisch-Guayana – Kanada 2:4 (0:2)
| Französisch-Guayana                                                              | Französisch-Guayana | Kanada | Kanada | Aufstellung                                  |
| -------------------------------------------------------------------------------- | --- | --- | ------ | -------------------------------------------- |
| Französisch-Guayana                                                              | \| 1. Spieltag \| \| 7. Juli 2017 um 19:00 Uhr (8. Juli, 01:00 Uhr MESZ) in Harrison (Red Bull Arena) \| \| Schiedsrichter: John Pitti ( Panama) \| \| Spielbericht \|                                                                                      | \| 1. Spieltag \| \| 7. Juli 2017 um 19:00 Uhr (8. Juli, 01:00 Uhr MESZ) in Harrison (Red Bull Arena) \| \| Schiedsrichter: John Pitti ( Panama) \| \| Spielbericht \| | Kanada | Aufstellung Französisch-Guayana gegen Kanada |
| Französisch-Guayana                                                              | Donovan Léon – Anthony Soubervie, Kévin Rimane, Jean-David Legrand, Grégory Lescot – Cédric Fabien, Loïc Baal, Roy Contout, Rhudy Evens (90.+2' Miguel Haabo) – Sloan Privat, Schaquille Dutard (64. Arnold Abelinti) Cheftrainer: Jaïr Karam ( Frankreich) | Milan Borjan (64. Maxime Crépeau) – Michael Petrasso, Dejan Jakovic, Steven Vitória, Marcel de Jong – Patrice Bernier (66. Russell Teibert), Samuel Piette, Scott Arfield – Junior Hoilett, Lucas Cavallini (83. Anthony Jackson-Hamel), Alphonso Davies Cheftrainer: Octavio Zambrano ( Ecuador) | Kanada | Aufstellung Französisch-Guayana gegen Kanada |
| Französisch-Guayana                                                              | 1:3 Contout (69.) 2:3 Privat (70.) | 0:1 Jakovic (28.) 0:2 Arfield (45.+2') 0:3 Davies (60.) 2:4 Davies (85.) | Kanada | Aufstellung Französisch-Guayana gegen Kanada |
| Französisch-Guayana                                                              | Rimane (19.), Privat (35.), Contout (76.) | Vitória (40.), Arfield (84.) | Kanada | Aufstellung Französisch-Guayana gegen Kanada |
| Französisch-Guayana                                                              | Spieler des Spiels: Alphonso Davies (Kanada) | | Kanada | Aufstellung Französisch-Guayana gegen Kanada |
| 1. Spieltag                                                                      | | |        |                                              |
| 7. Juli 2017 um 19:00 Uhr (8. Juli, 01:00 Uhr MESZ) in Harrison (Red Bull Arena) | | |        |                                              |
| Schiedsrichter: John Pitti ( Panama)                                             | | |        |                                              |
| Spielbericht                                                                     | | |        |                                              |

## Honduras – Costa Rica 0:1 (0:1)
| Honduras                                                                         | Honduras | Costa Rica | Costa Rica | Aufstellung                           |
| -------------------------------------------------------------------------------- | --- | --- | ---------- | ------------------------------------- |
| Honduras                                                                         | \| 1. Spieltag \| \| 7. Juli 2017 um 21:00 Uhr (8. Juli, 03:00 Uhr MESZ) in Harrison (Red Bull Arena) \| \| Schiedsrichter: Walter López ( Guatemala) \| \| Spielbericht \|                                                                                                | \| 1. Spieltag \| \| 7. Juli 2017 um 21:00 Uhr (8. Juli, 03:00 Uhr MESZ) in Harrison (Red Bull Arena) \| \| Schiedsrichter: Walter López ( Guatemala) \| \| Spielbericht \|                                                                                               | Costa Rica | Aufstellung Honduras gegen Costa Rica |
| Honduras                                                                         | Luis López – Félix Crisanto, Henry Figueroa, Éver Alvarado, Maynor Figueroa , Carlos Sánchez (62. Alex López) – Bryan Acosta, Alfredo Mejía, Carlos Discua (56. Boniek García) – Carlos Lanza (46. Alberth Elis), Romell Quioto Cheftrainer: Jorge Luis Pinto ( Kolumbien) | Patrick Pemberton – Cristian Gamboa, Giancarlo González, Jhonny Acosta, Kenner Gutiérrez, Francisco Calvo – Rodney Wallace (71. Yeltsin Tejeda), Johan Venegas (35. Joel Campbell), David Guzmán, Bryan Ruiz – Marco Ureña (82. David Ramírez) Cheftrainer: Óscar Ramírez | Costa Rica | Aufstellung Honduras gegen Costa Rica |
| Honduras                                                                         | 0:1 Ureña (39.) | | Costa Rica | Aufstellung Honduras gegen Costa Rica |
| Honduras                                                                         | Alvarado (53.) | González (29.), Gamboa (45.), Guzmán (85.), Pemberton (90.+3') | Costa Rica | Aufstellung Honduras gegen Costa Rica |
| Honduras                                                                         | Spieler des Spiels: Marco Ureña (Costa Rica) | | Costa Rica | Aufstellung Honduras gegen Costa Rica |
| 1. Spieltag                                                                      | | |            |                                       |
| 7. Juli 2017 um 21:00 Uhr (8. Juli, 03:00 Uhr MESZ) in Harrison (Red Bull Arena) | | |            |                                       |
| Schiedsrichter: Walter López ( Guatemala)                                        | | |            |                                       |
| Spielbericht                                                                     | | |            |                                       |

## Costa Rica – Kanada 1:1 (1:1)
| Costa Rica                                                                              | Costa Rica | Kanada | Kanada | Aufstellung                         |
| --------------------------------------------------------------------------------------- | --- | --- | ------ | ----------------------------------- |
| Costa Rica                                                                              | \| 2. Spieltag \| \| 11. Juli 2017 um 18:30 Uhr (12. Juli, 01:30 Uhr MESZ) in Houston (BBVA Compass Stadium) \| \| Schiedsrichter: Mark Geiger ( Vereinigte Staaten) \| \| Spielbericht \|                                                                                    | \| 2. Spieltag \| \| 11. Juli 2017 um 18:30 Uhr (12. Juli, 01:30 Uhr MESZ) in Houston (BBVA Compass Stadium) \| \| Schiedsrichter: Mark Geiger ( Vereinigte Staaten) \| \| Spielbericht \| | Kanada | Aufstellung Costa Rica gegen Kanada |
| Costa Rica                                                                              | Patrick Pemberton – Cristian Gamboa (73. José Salvatierra), Giancarlo González, Jhonny Acosta, Kenner Gutiérrez, Francisco Calvo – Joel Campbell (24. David Ramírez), Bryan Ruiz , David Guzmán (61. Yeltsin Tejeda), Rodney Wallace – Marco Ureña Cheftrainer: Óscar Ramírez | Milan Borjan – Michael Petrasso, Dejan Jakovic , Steven Vitória, Sam Adekugbe – Scott Arfield, Samuel Piette, Mark-Anthony Kaye – Junior Hoilett (77. Lucas Cavallini), Anthony Jackson-Hamel (56. Tosaint Ricketts), Alphonso Davies (69. Fraser Aird) Cheftrainer: Octavio Zambrano ( Ecuador) | Kanada | Aufstellung Costa Rica gegen Kanada |
| Costa Rica                                                                              | 1:1 Calvo (42.) | 0:1 Davies (26.) | Kanada | Aufstellung Costa Rica gegen Kanada |
| Costa Rica                                                                              | Gutiérrez (35.) | | Kanada | Aufstellung Costa Rica gegen Kanada |
| Costa Rica                                                                              | Spieler des Spiels: Francisco Calvo (Costa Rica) | | Kanada | Aufstellung Costa Rica gegen Kanada |
| 2. Spieltag                                                                             | | |        |                                     |
| 11. Juli 2017 um 18:30 Uhr (12. Juli, 01:30 Uhr MESZ) in Houston (BBVA Compass Stadium) | | |        |                                     |
| Schiedsrichter: Mark Geiger ( Vereinigte Staaten)                                       | | |        |                                     |
| Spielbericht                                                                            | | |        |                                     |

## Honduras – Französisch-Guayana 3:0 (Wertung)
| Honduras 1                                                                              | Honduras 1 | Französisch-Guayana | Französisch-Guayana | Aufstellung                                      |
| --------------------------------------------------------------------------------------- | --- | --- | ------------------- | ------------------------------------------------ |
| Honduras 1                                                                              | \| 2. Spieltag \| \| 11. Juli 2017 um 21:00 Uhr (12. Juli, 04:00 Uhr MESZ) in Houston (BBVA Compass Stadium) \| \| Schiedsrichter: Yadel Martínez ( Kuba) \| \| Spielbericht \|                                                                                          | \| 2. Spieltag \| \| 11. Juli 2017 um 21:00 Uhr (12. Juli, 04:00 Uhr MESZ) in Houston (BBVA Compass Stadium) \| \| Schiedsrichter: Yadel Martínez ( Kuba) \| \| Spielbericht \|                                                                                                | Französisch-Guayana | Aufstellung Honduras 1 gegen Französisch-Guayana |
| Honduras 1                                                                              | Luis López – Brayan Beckeles, Henry Figueroa, Maynor Figueroa , Éver Alvarado – Alberth Elis, Bryan Acosta (66. Sergio Peña), Alfredo Mejía, Alex López (57. Carlos Discua) – Carlos Lanza (46. Boniek García), Romell Quioto Cheftrainer: Jorge Luis Pinto ( Kolumbien) | Donovan Léon – Cédric Fabien, Kévin Rimane, Jean-David Legrand, Anthony Soubervie (82. Roy Contout) – Grégory Lescot, Loïc Baal, Florent Malouda – Ludovic Baal, Sloan Privat (89. Schaquille Dutard), Arnold Abelinti (58. Rhudy Evens) Cheftrainer: Jaïr Karam ( Frankreich) | Französisch-Guayana | Aufstellung Honduras 1 gegen Französisch-Guayana |
| Honduras 1                                                                              | Alvarado (68.), Quioto (76.) | Rimane (40.), Lescot (80.) | Französisch-Guayana | Aufstellung Honduras 1 gegen Französisch-Guayana |
| Honduras 1                                                                              | Spieler des Spiels: Luis López (Honduras) | | Französisch-Guayana | Aufstellung Honduras 1 gegen Französisch-Guayana |
| 2. Spieltag                                                                             | | |                     |                                                  |
| 11. Juli 2017 um 21:00 Uhr (12. Juli, 04:00 Uhr MESZ) in Houston (BBVA Compass Stadium) | | |                     |                                                  |
| Schiedsrichter: Yadel Martínez ( Kuba)                                                  | | |                     |                                                  |
| Spielbericht                                                                            | | |                     |                                                  |

Anmerkung

## Costa Rica – Französisch-Guayana 3:0 (1:0)
| Costa Rica                                                                       | Costa Rica | Französisch-Guayana | Französisch-Guayana | Aufstellung                                      |
| -------------------------------------------------------------------------------- | --- | --- | ------------------- | ------------------------------------------------ |
| Costa Rica                                                                       | \| 3. Spieltag \| \| 14. Juli 2017 um 18:30 Uhr (15. Juli, 01:30 Uhr MESZ) in Frisco (Toyota Stadium) \| \| Schiedsrichter: César Ramos ( Mexiko) \| \| Spielbericht \|                                                                                                   | \| 3. Spieltag \| \| 14. Juli 2017 um 18:30 Uhr (15. Juli, 01:30 Uhr MESZ) in Frisco (Toyota Stadium) \| \| Schiedsrichter: César Ramos ( Mexiko) \| \| Spielbericht \| | Französisch-Guayana | Aufstellung Costa Rica gegen Französisch-Guayana |
| Costa Rica                                                                       | Danny Carvajal – José Salvatierra, Giancarlo González, Michael Umaña, Francisco Calvo – Ulises Segura (54. David Guzmán), Randall Azofeifa (68. Rodney Wallace), Yeltsin Tejeda, Bryan Ruiz – Ariel Rodríguez (78. Marco Ureña), David Ramírez Cheftrainer: Óscar Ramírez | Donovan Léon – Anthony Soubervie, Cédric Fabien, Jean-David Legrand, Grégory Lescot – Ludovic Baal, Loïc Baal, Hugues Rosime, Rhudy Evens (77. Mickaël Solvi) – Roy Contout (66. Miguel Haabo), Arnold Abelinti (46. Schaquille Dutard) Cheftrainer: Jaïr Karam ( Frankreich) | Französisch-Guayana | Aufstellung Costa Rica gegen Französisch-Guayana |
| Costa Rica                                                                       | 1:0 Rodríguez (4.) 2:0 Wallace (79.) 3:0 Ramírez (83.) | | Französisch-Guayana | Aufstellung Costa Rica gegen Französisch-Guayana |
| Costa Rica                                                                       | Lo. Baal (24.), Soubervie (59.) | | Französisch-Guayana | Aufstellung Costa Rica gegen Französisch-Guayana |
| Costa Rica                                                                       | Lu. Baal (61.) | | Französisch-Guayana | Aufstellung Costa Rica gegen Französisch-Guayana |
| Costa Rica                                                                       | Spieler des Spiels: Ariel Rodríguez (Costa Rica) | | Französisch-Guayana | Aufstellung Costa Rica gegen Französisch-Guayana |
| 3. Spieltag                                                                      | | |                     |                                                  |
| 14. Juli 2017 um 18:30 Uhr (15. Juli, 01:30 Uhr MESZ) in Frisco (Toyota Stadium) | | |                     |                                                  |
| Schiedsrichter: César Ramos ( Mexiko)                                            | | |                     |                                                  |
| Spielbericht                                                                     | | |                     |                                                  |

## Kanada – Honduras 0:0
| Kanada                                                                           | Kanada | Honduras | Honduras | Aufstellung                       |
| -------------------------------------------------------------------------------- | --- | --- | -------- | --------------------------------- |
| Kanada                                                                           | \| 3. Spieltag \| \| 14. Juli 2017 um 21:00 Uhr (15. Juli, 04:00 Uhr MESZ) in Frisco (Toyota Stadium) \| \| Schiedsrichter: Joel Aguilar ( El Salvador) \| \| Spielbericht \| | \| 3. Spieltag \| \| 14. Juli 2017 um 21:00 Uhr (15. Juli, 04:00 Uhr MESZ) in Frisco (Toyota Stadium) \| \| Schiedsrichter: Joel Aguilar ( El Salvador) \| \| Spielbericht \|                                                                          | Honduras | Aufstellung Kanada gegen Honduras |
| Kanada                                                                           | Milan Borjan – Sam Adekugbe, Steven Vitória, Manjrekar James, Marcel de Jong – Scott Arfield, Samuel Piette, Patrice Bernier (65. Jonathan Osorio) – Michael Petrasso, Lucas Cavallini (87. Mark-Anthony Kaye), Junior Hoilett (73. Alphonso Davies) Cheftrainer: Octavio Zambrano ( Ecuador) | Luis López – Carlos Sánchez, Henry Figueroa, Maynor Figueroa, Félix Crisanto – Carlos Discua (65. Boniek García), Jorge Claros, Alfredo Mejía (79. Sergio Peña), Romell Quioto – Alberth Elis, Carlos Lanza Cheftrainer: Jorge Luis Pinto ( Kolumbien) | Honduras | Aufstellung Kanada gegen Honduras |
| Kanada                                                                           | Osorio (69.) | | Honduras | Aufstellung Kanada gegen Honduras |
| Kanada                                                                           | Spieler des Spiels: Marcel de Jong (Kanada) | | Honduras | Aufstellung Kanada gegen Honduras |
| 3. Spieltag                                                                      | | |          |                                   |
| 14. Juli 2017 um 21:00 Uhr (15. Juli, 04:00 Uhr MESZ) in Frisco (Toyota Stadium) | | |          |                                   |
| Schiedsrichter: Joel Aguilar ( El Salvador)                                      | | |          |                                   |
| Spielbericht                                                                     | | |          |                                   |